# Sozialtarif
Als Sozialtarif werden üblicherweise Tarifmodelle bezeichnet, die für Einkommensschwache besondere Preisvorteile vorsehen.

## Telekommunikation
Am bekanntesten ist der Sozialtarif der Deutschen Telekom. Dieser besteht aus einer Gutschrift in Höhe von höchstens 6,94 € (netto oder 8,26 € inkl. MwSt., ) bzw. höchstens 8,72 € (netto oder 10,38 € inkl. MwSt.) für blinde, gehörlose und sprachbehinderte Personen, die auf die Gebühren für selbst gewählte Standardverbindungen ins In- und Ausland angerechnet werden. Die Gutschrift des Sozialtarifs wird nicht auf die Grundgebühr und nicht auf Auslandsverbindungen mit dem Spezialtarif CountrySelect angerechnet.
Beantragt werden kann der Sozialtarif bei der Telekom unter Vorlage des Belegs für die Erfüllung der Anspruchsvoraussetzungen, also dem Befreiungsbescheid des ARD ZDF Deutschlandradio Beitragsservices (früher: GEZ), dem
BAföG-Bescheid oder einem Nachweis über eine der oben genannten Behinderungen.
Der Sozialtarif der Telekom kann nicht auf Internetverbindungen angerechnet werden. Eine Kombination mit einem DSL-Sozialtarif eines anderen Anbieters ist jedoch möglich.

## Energieversorgung
Gefordert werden vermehrt seit 2008 auch Sozialtarife von Energieversorgungsunternehmen insbesondere für Strom und Gasleistungen, die die gestiegenen Energiekosten für Wenigverdiener und Arbeitslose erträglicher machen sollen. So entwarf die EU-Kommission eine „Europäische Charta der Rechte der Energieverbraucher“, in der sie unter anderem zur Verhinderung von Energiearmut eine kostenlose Mindestversorgung mit Energie (Strom, Heizung, Licht) fordert. Das Centrum für Europäische Politik kritisierte diese Pläne als Eingriff in die Vertrags- sowie Berufsfreiheit. Der Stromkonzern Eon fordert für seinen Sozialtarif, den er 2006 in Bayern einführte und auf weitere Bundesländer ausdehnte, ebenfalls einen Befreiungsbescheid der GEZ und erlässt einkommensschwachen Kunden die Grundgebühr. Verbraucherschützer kritisieren solche Tarife jedoch als „Werbemaßnahme“, da es unter anderem keinen Rechtsanspruch gäbe und Vertragsabschlüsse stark limitiert sind.
RWE-Chef Jürgen Großmann lehnte einen Sozialtarif, wie SPD und Linke ihn fordern, ab: „So sehr ich sozial Schwache unterstützen will: Ich bin dagegen.“ Leistung solle zu ihrem Marktpreis verkauft werden, „egal, ob bei Brötchen, Bratwürsten oder Strom“. Der Staat könne durchaus für Umverteilung oder für die Hilfe für Bedürftige sorgen. „Aber dafür gibt es das Steuersystem oder Instrumente wie das Wohngeld. Das sollte man nicht den Unternehmen übertragen“, sagte Großmann.